# All India Radio

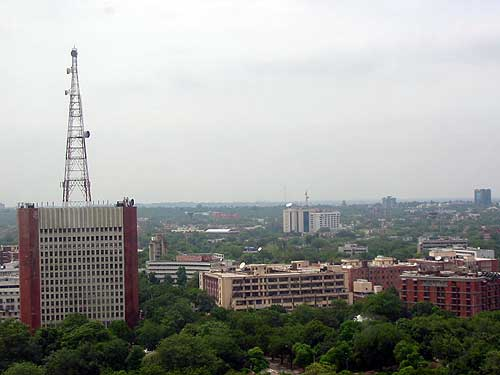
Cuartel general de AIR, Akashvani Bhavan, en Delhi, India

All India Radio (abreviada como AIR), oficialmente conocida como Akashvani, es una emisora de radio nacional de India, establecida en 1936. En la actualidad, es el servicio hermano de Doordarshan de Prasar Bharati, la tele emisora nacional.
All India Radio es una de las redes de radio más grandes del mundo. Su cuartel general  está ubicado en Akashwani Bhavan, Nueva Delhi. Akashwani Bhavan hospeda la sección de dramas, la sección de FM y el servicio nacional.